# الجارة (مبين)

تعديل مصدري - تعديل

الجارة هي إحدى قرى عزلة بني الشومي بمديرية مبين التابعة لمحافظة حجة، بلغ تعداد سكانها 440 نسمة حسب تعداد اليمن لعام 2004.